# 폴 코언
폴 조지프 코언(영어: Paul Joseph Cohen, [pɔːl  ˈd͡ʒoʊzəf ˈkoʊən], 1934년 4월 2일 ~ 2007년 3월 23일)은 미국의 수학자이다. 집합론의 미제인 연속체 가설을 표준적인 수학 공리로는 해결할 수 없음을 증명하였다.

## 생애
1934년 4월 2일 미국 뉴저지주 롱비치에서 태어났고, 브루클린에서 자랐다. 코언 가족은 폴란드 유대인 출신이었다.
16세 때 스타이비선트 영재고등학교(영어: Stuyvesant High School)를 졸업하고, 브루클린 칼리지를 1950년~1953년 동안, 총 2년 동안 다녔다. 학사 학위를 수여받지 않고, 바로 시카고 대학교에 대학원생으로 입학하였고, 1954년에 석사 학위를, 1958년에 박사 학위를 수여받았다. 박사 논문 주제는 실해석학이었다. 1958년~1959년에는 매사추세츠 공과대학교에, 1959년~1961년에는 프린스턴 고등연구소에 있다가, 1961년에 스탠퍼드 대학교 수학과 교수로 임용되었다.
이후 집합론과 논리학으로 관심을 돌렸다. 1963년에 강제법이라는 새로운 수학적 기법을 도입하여, 일반화 연속체 가설이나 선택 공리는 체르멜로-프렝켈 집합론으로부터 증명되지 않음을, 즉 독립적임을 증명했다. 이 문제는 힐베르트의 23문제의 1번 문제이기도 했다. 이에 대한 공로로 1966년 필즈상을 수상했다.
2007년 3월 23일에 향년 74세의 나이로 캘리포니아주 스탠퍼드에서 사망하였다.

## 참고 문헌
- Kanamori, Akihiro (2008년 9월). “Cohen and set theory” (PDF). 《The Bulletin of Symbolic Logic》 (영어) 14 (3).
- Sarnak, Peter (2007년 12월). “Remembering Paul Cohen” (PDF). 《MAA Focus》 (영어) (Washington, DC: Mathematical Association of America) 27 (9): 21–22. ISSN 0731-2040.